# Black Jack Legroove
Pour les articles homonymes, voir BJL.
Œuvres principales
Captures d'Images la Basse-Terre en Guadeloupe / A mouf dé ! on se calme / Grill rencontres et auditions
Compléments
Community manager et direction artistique : Bcdlabel.com
Black Jack Legroove ou BJL, de son vrai nom Cachemire Jacky, est un kemtiyu maâtriote né en 1966 à Limbé au Cameroun, est un artiste, musicien et photographe français d'origine camerounaise.

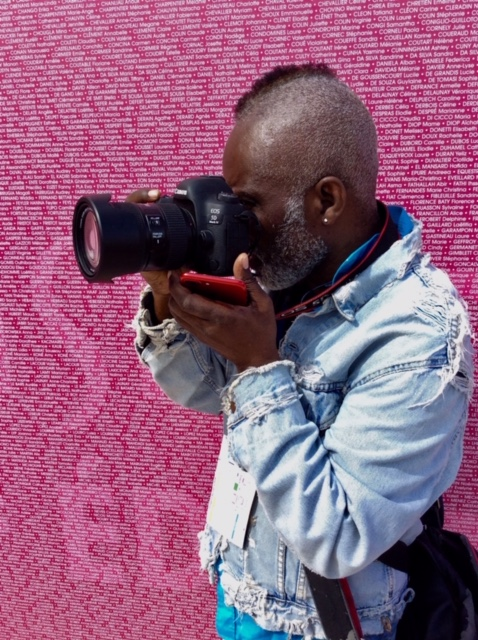
Portrait photographe en action

## Biographie
Black Jack Legroove de son vrai nom Cachemire Jacky est un photographe, artiste et musicien né en 1966 au Cameroun, de nationalité française.
C'est dans les années 1980 que Black Jack Legroove débute comme danseur et "ambianceur" de boîte de nuit à Paris. Il fréquente les clubs les plus en vogue de la capitale, notamment Le Palace, les Bains, l'Opéra Night, l'Observatoire, le Timis, le Rubis...mais surtout le Rex-club et ses concours sous la direction artistique de Mamadou secondé par Dj Sidney et Dj Dan.
À la fin des années 1980, le Centre Paco Rabanne ouvre ses portes. Ce centre très prisé à Paris, est une structure créée par le couturier Paco Rabanne afin d'aider les artistes à émerger. Black Jack Legroove y fait ses débuts comme chanteur. Il répète avec plusieurs petites formations éphémères. En 1991, il signe son premier contrat discographique avec Marilou Music, et les éditions François Ier du groupe Hachette.
En 1993, son premier single deux titres intitulé Tout c'qu'on vous dit "Aya" sort chez Mildred records. En 1994 il fait partie des 20 artistes choisis pour la compilation Best of Dance Music chez Carrere Music, avec le titre de son single Tout c'qu'on vous dit "Aya". Ce single fonctionne bien dans les clubs français et sur les radios périphériques. Il fait quelques show-case dans les clubs. En 1990, il est retenu lors d'un casting par Rebecca Models. Il intègre l'agence et fait quelques publicités, les Patters, Moto1, BNP Assurances.
En 2001, en collaboration avec Naomi Bonnet, Black Jack Legroove crée le label Bcd Music, qui deviendra Bcdlabel, quelques années plus tard. Il produit et réalise un EP et deux vinyles pour l'artiste Nephthys, anciennement Loîs B, avec le soutien de l'Adami. Le titre Lève-toi et danse-Lossièh est choisi pour la promo club. Des exemplaires sont envoyés dans de nombreuses discothèques et radios françaises. Le titre entre dans les hits des clubs et y reste pendant plusieurs mois.
Début 2002, Black Jack Legroove s'achète un petit appareil photo numérique, et commence à faire ses premiers clichés. Il y prend goût et décide de devenir photographe. C'est ainsi qu'il commence à faire ses premiers reportages urbains à Paris, lors des manifestations panafricaines comme Colloque Menaibuc, mais aussi lors des salons professionnels, notamment à Livre Paris, anciennement salon du livre.
En 2005, Black Jack Legroove décide de faire un casting urbain à Paris et en banlieue parisienne, afin de promouvoir la diversité culturelle. Il commence son nouveau projet qui sera axé sur les Noirs et les Métis de Paris et ses banlieues. Le but est de démontrer que la diversité culturelle est une chance pour la France. Pendant un an et demi, il parcourt les rues de Paris et des banlieues parisiennes et propose aux personnes qui « déclenchent ses neurones » de les prendre en photo. La particularité de ce casting urbain consiste à laisser chaque modèle s'exprimer à sa guise, poser et s'habiller comme il veut.
En 2008, le projet se concrétise par une exposition de 120 portraits intitulée Black Concept Definition-Forces noires photographiées , au musée du Montparnasse, en mars - avril 2008, sous la présidence de Jean Digne. Ce projet a reçu le prix Envie d'agir du ministère de la Jeunesse et des Sports
, a été soutenu par la Mairie de Paris via Délégation générale à l'Outre-Mer. L'exposition a eu un certain impact sur Internet et les médias comme TV5 Monde, Direct Matin, L'Officiel du spectacle, Trace TV, France Ô, Pariscope... en ont parlé,,,,,,.
En 2009, il publie A mouf dé - On se calme chez Ccinia Éditions, livre tiré de son blog.
En 2010, Black Jack Legroove commence son nouveau projet qu'il terminera en 2016. Lors de son premier voyage en Guadeloupe, il a un coup de cœur pour la région Basse-Terre. Il est séduit par les paysages, la nature et l'architecture (Cases créoles, toit des maisons, habitations). Il parcourt en compagnie de son épouse et de son beau père, les 16 communes de la région Basse-Terre. À l'arrivée, ce sont plus de 5000 clichés qui sont stockés dans son appareil photo. De retour à Paris, son épouse et lui font le choix des photos. Quelques semaines après, il propose le projet à Ccinia éditions qui lui propose un contrat d'édition; il obtient aussi le soutien de la Mairie de Paris, de la région Guadeloupe et du ministère des Outre-mer.
Le projet est concrétisé et sera finalisé le 17 décembre 2016 lors d'une exposition éphémère à l'Espace Saint Martin, dans le haut marais à Paris, intitulée Capture d’image la Basse-Terre en Guadeloupe / One Shot Expo. Une journée événementielle autour de la région Basse-Terre, avec une exposition éphémère (One Shot Expo), deux concerts, un défilé de haute couture, un débat (Et la Basse-Terre , si on en parlait ?) et aussi la sortie officielle du livre Captures d'image la Basse-Terre en Guadeloupe chez Ccinia éditions.
Il a été sollicité par les médias à diverses reprises notamment, en tant qu'invité de Jean-Jacques Seymour lors du Grand Oral sur OM5 TV ou sur Tropiques FM ou comme intervenant dans des émission ou journaux télévisés,,,.
En 2012, Black Jack Legroove est interpelé au Salon du chocolat par les photographes du Parisien Magazine qui lui proposent de poser pour la rubrique "Mode de rue" de leur magazine.
En octobre 2017, il rejoint l'équipe de l'organisation de la Nuit blanche au poste de médiateur, au Conseil de Paris.
En mars 2018, il réalise le nouveau single de Nephthys, une chanson dédiée aux fans et aux spécialistes de football qui a pour titre Qui va gagner - Who's Gonna Win ?.
Sous l'impulsion de la Délégation générale à l'Outre-mer (DGOM) à la mairie de Paris, Black Jack Legroove a fait partie des médias (community manager) accrédités pour la couverture du Carnaval tropical 2018 qui s'est déroulé le 1er juillet 2018 à Paris.
En 2021, Black Jack Legroove participe au programme de volontariat proposé par la Ville de Paris, pour les jeux olympiques et paralympiques de Tokyo 2020. La retransmission se passe dans les jardins du Trocadéro à Paris et s’intitule Le Live des Jeux, qui permet à la fois de suivre les épreuves et de s’initier aux disciplines olympiques et para olympiques.
La Mairie de Paris confirme à nouveau l’accréditation de BJL pour la couverture du Carnaval tropical de Paris qui fêtera sa 20ème édition le samedi 3 juillet 2022, aux Champs Élysées. Idem pour l'édition 2023, avec en prime le top 30 des plus belles photos du carnaval, intitulé les visages de la diversité.
Depuis février 2023, BJL est le nouveau directeur artistique de KAMENI ROOM STUDIO. Une structure dédiée à la création et à la réalisation de projets musicaux et artistiques. Le premier projet est en préparation et concerne l'artiste Nephthys. La sortie est prévue pour 2025. Lien de Zeafricanews.com.
Black Jack Legroove, photographe et Community manager chez BCDLABEL, a reçu une accréditation presse pour couvrir la Foire de Paris 2024, qui aura lieu du 1er au 12 mai à Paris, Porte de Versailles. Son travail consiste à capturer et à partager les moments emblématiques de cet événement majeur.[pertinence contestée]
Du 12 au 14 octobre 2024, il est à nouveau accrédité pour le salon MCB BS, un événement annuel dédié à l'avenir de la coiffure et de la beauté, qui aura lieu également à la Porte de Versailles.
En janvier 2025, BJL devient photographe, community manager et chef de projet pour la marque Kemtico by Nephthys. Une marque de cosmétiques biologiques. Le lancement officiel du baume Kemtico  certifié par Ecocert, est programmé le 12 décembre 2025 au cinéma Le Mac-Mahon, à proximité des Champs-Élysées à Paris.

## Expositions

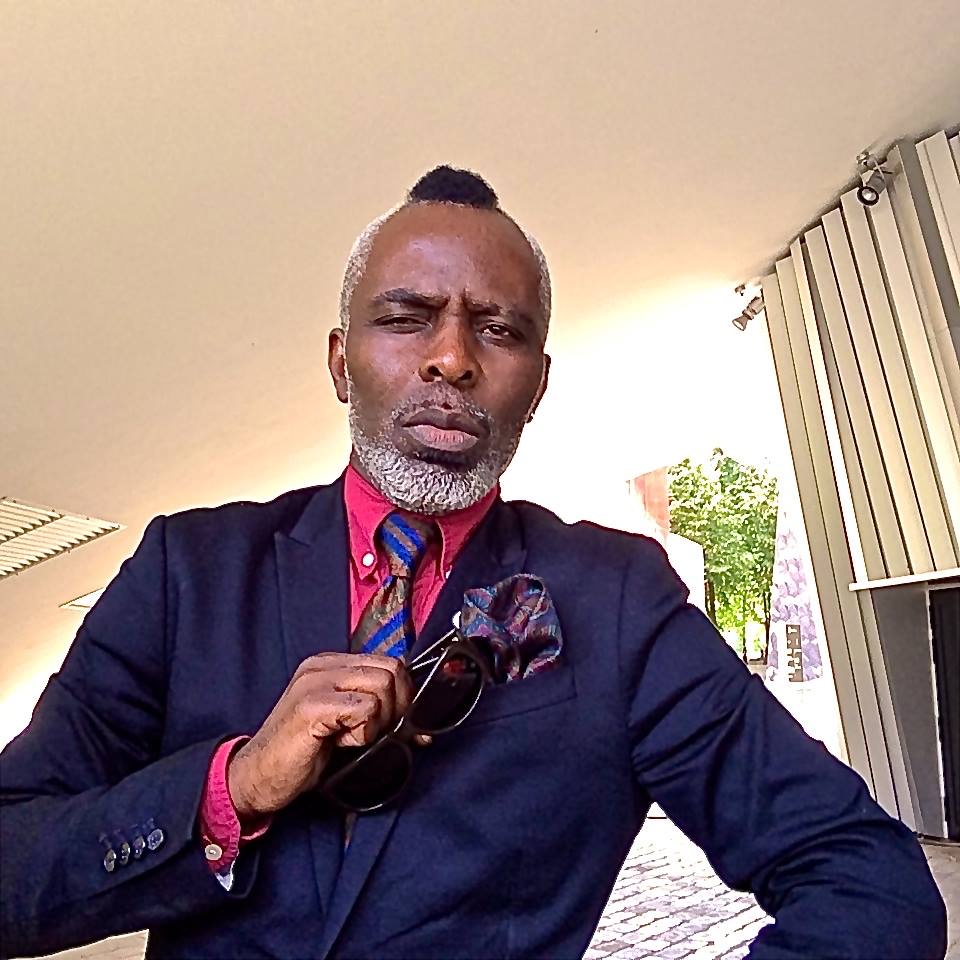
Portrait de Black Jack Legroove

- Mars - avril 2008 - Black Concept Définition[27],[28] l'image du Noir valorisée : plus de 120 photographies de Noirs et de Métis de Paris et ses banlieues, exposées au musée du Montparnasse, sous la présidence de Jean Digne.

- 2016 - Captures d'images, la Basse-Terre en Guadeloupe / One Shot Expo[29] (17 décembre, Espace Saint-Martin[30] dans le haut Marais à Paris, dossier de presse[31]). Plus d'une cinquantaine de photographies exposées, mettant en exergue l'architecture, la nature, les paysages et le patrimoine culturel des 16 communes de la région Basse-Terre. Accompagné de la sortie officielle de Captures d'images la Basse-Terre en Guadeloupe (Ccinia Éditions) et d'un débat Et la Basse-Terre, si on en parlait ? en présence de George Pau-Langevin[32].

- 2018 - Gwada Expo / Paris 10 Edition[33], initiée par Black Jack Legroove, et réalisée par Ketime Association[34], novembre 2018 - janvier 2019. Gwada Expo / Paris 10 Edition est la version longue et urbaine de la précédente opération éphémère intitulée Captures d’images la Basse-Terre en Guadeloupe - One Shot Expo. Ils en ont parlé : France Télévisions[35], France Ô[36], le p'tit Makrel[37], France-Antilles[38], A nous Paris, Que faire à Paris[39], Paris Friendly[40], etc.

## Discographie
- 1993 - Tout c'qu'on vous dit "Aya" et J'ai envie "Lossieh" (double single) - Marilou Music & Ed François Ier
- 1994 - Compilation - Carrere Music 2006[41]

## Distinctions
| Année | Récompenses                                                | Catégories            | Résultat | Réf. |
| ----- | ---------------------------------------------------------- | --------------------- | -------- | ---- |
| 2008  | Prix Envie d'Agir / Ministère de la jeunesse et des sports | projet photographique | Lauréat  | 8.   |
| 2025  | Le 19° se prend aux jeux / JO Paris 2024                   | photographie          | Lauréat  |      |

BJL fait partie des lauréats du jeu concours Le 19e se prend au jeux. Un concours de photographies organisé par la mairie du 19e pour les jeux olympiques (JO) et jeux para-olympiques de Paris 2024. Deux expositions sont d'ores et déjà prévues. La première aura lieu lors des vœux du maire du 19e arrondissement de Paris le 14 janvier au CENTQUATRE. Et la deuxième est programmée du 24 février au 7 mars 2025, dans le hall de la mairie du 19e arrondissement de Paris.